# Aleksandar Dedić
Aleksandar Aca Dedić (Niš, 11. januar 1927 — Beograd, 1992) bio je srpski slikar i učesnik Narodnooslobodilačke borbe. Aktivno je stvarao i izlagao u Beogradu i inostranstvu tokom druge polovine 20. veka. 

## Biografija
Aleksandar Dedić je rođen 11. januara 1927. godine u Nišu. Tokom Drugog svetskog rata, 1944. godine stupio je u Narodnooslobodilačku borbu, a demobilisan je 1947.
Po demobilizaciji odlazi u Železnik, gde učestvuje u izgradnji fabrike "Ivo Lola Ribar". Godine 1948. postaje osnivač i rukovodilac likovne sekcije pri kulturno-umetničkom društvu „Ivo Lola Ribar“ u Železniku. Od 1949. godine izlaže na Malom Kalemegdanu, u okviru sekcija beogradskih umetnika.
Upisuje Akademiju likovnih umetnosti u Beogradu, gde diplomira 1962. godine, a postdiplomske studije završava 1964. godine. Nakon toga odlazi u Pariz radi stručnog usavršavanja. Tokom boravka u Francuskoj, 1967. i 1968. godine, izlaže u galeriji Raymond Duncan.
Godine 1969. postaje član Udruženja likovnih umetnika Srbije (ULUS), i iste godine izlaže sa grupom novoizabranih članova na Malom Kalemegdanu.
Živeo je i radio u Beogradu, u ulici Koče Kapetana 20. Nije imao potomke.

## Izvori
- Biografija dostavljena ULUS-u, 26. mart 1969.
- član ULUS-a 1969.
- Lična svedočenja i podaci iz porodične arhive